# Howard Ashman
Howard Elliott Ashman (Baltimore, 17 mei 1950 - New York, 14 maart 1991) was een Amerikaanse songwriter, toneelregisseur en filmproducent. Hij is bij het grote publiek bekend als tekstschrijver van de liedjes uit verschillende Disneyfilms, waaronder The Little Mermaid, Beauty and the Beast en Aladdin. Hij werkte vaak samen met componist Alan Menken. In 1991 overleed hij aan de gevolgen van aids.

## Leven
Howard Ashman werd in 1950 geboren als de zoon van een ijshoornfabrikant. Na zijn studies aan de Boston University, Goddard College en Indiana University, werkte hij twee jaar als ontwikkelingshelper in Burkina Faso. Na zijn terugkeer in Amerika werd hij artistiek directeur van het WPA Theater in New York. Hier ontwikkelde hij verschillende theaterstukken en musicals. In 1979 werkte hij voor het eerst samen met Alan Menken aan de musical God Bless You, Mr. Rosewater. Deze musical bezorgde hem zijn eerste Drama Desk Award voor beste tekstschrijver.
In 1986 werd Ashman door Disney aangetrokken om een liedjestekst te schrijven voor de animatiefilm Oliver & Co.. Daar hoorde hij dat Disney werkte aan de animatiefilm van The Little Mermaid. Samen met Alan Menken schreef hij alle liedjes voor deze film. De film werd (mede door de musicalnummers van het duo Ashman-Menken) een succes. Tijdens het maken van deze film kreeg hij van de dokters te horen dat hij hiv-positief was. Hij bleef echter doorwerken aan nieuwe Disney-animatiefilms waaronder Aladdin en Beauty and the Beast. Hij overleed echter aan de gevolgen van zijn ziekte voordat de films werden uitgebracht. De film Beauty and the Beast is door Disney aan hem opgedragen. Voor Aladdin moest Disney op zoek naar een nieuwe tekstschrijver omdat nog niet alle liedjes voor de film geschreven waren. Tim Rice kreeg uiteindelijk de opdracht om liedteksten voor de film verder af te maken. Hij werkte daarvoor intens samen met componist Alan Menken om zo dicht mogelijk bij de typische Howard Ashman stijl te blijven.

## Bekendste werken
- Little Shop of Horrors (1982) musical (tekstschrijver & regisseur)
- Little Shop of Horrors (1986) speelfilm (tekstschrijver & scenarist)
- Oliver & Co. (1988) animatiefilm (tekstschrijver voor "Once Upon A Time in New York City")
- The Little Mermaid (1989) animatiefilm (tekstschrijver & producent)
- Beauty and the Beast (1991) animatiefilm (tekstschrijver & uitvoerend producent)
- Aladdin (1992) (tekstschrijver voor "Arabian Nights", "Friend Like Me" & "Prince Ali")

## Prijzen en nominaties

### Academy Awards
Howard Ashman werd genomineerd voor 7 Academy Awards, waarvan hij er 2 won:
- 1990: Best Music, Original Song - Under the Sea (Samen met Alan Menken);
- 1992: Best Music, Original Song - Beauty and the Beast (lied) (Samen met Alan Menken);

### Grammy Awards
Howard Ashman werd genomineerd voor 9 Grammy Awards, waarvan hij er 4 won:
- 1991: Best Recording for Children - The Little Mermaid OST (Samen met o.a. Alan Menken);
- 1991: Best Song Written Specifically for a Motion Picture or for Television - Under the Sea (Samen met Alan Menken);
- 1993: Best Recording for Children - Beauty and the Beast OST (Samen met o.a. Alan Menken en Angela Lansbury);
- 1993: Best Song Written Specifically for a Motion Picture or for Television - Beauty and the Beast (lied) (Samen met Alan Menken, Céline Dion en Peabo Bryson);

### Golden Globes
Howard Ashman werd genomineerd voor 6 Golden Globes, waarvan hij er 2 won:
- 1990: Best Original Song - Motion Picture - Under the Sea (Samen met Alan Menken);
- 1992: Best Original Song - Motion Picture - Beauty and the Beast (lied) (Samen met Alan Menken);

- Biblioteca Nacional de España: XX1305748
- Bibliothèque nationale de France: cb14007413v (data)
- Gemeinsame Normdatei: 134599071
- International Standard Name Identifier: 0000 0001 1652 1394
- KulturNav: ab44a4a1-4639-4f8e-b1b4-9a022b9898dc
- Library of Congress Control Number: n78033738
- MusicBrainz: 7a45c6ea-bb66-4e85-8643-271658fe935e
- Nationale Bibliotheek van Tsjechië: pna2010568332
- Nationale Bibliotheek van Israël: 987007435032405171
- Nederlandse Thesaurus van Auteursnamen: 073586161
- SNAC: w6xx586d
- Système universitaire de documentation: 110302966
- Virtual International Authority File: 265031685
- WorldCat: E39PBJmtCYHxx9bfXVWG9QryVC